# Canowindra (geslacht)
Canowindra is een geslacht van uitgestorven kwastvinnige vissen uit de orde Osteolepiformes dat leefde in het Laat-Devoon in Australië. De naam en beschrijving van Canowindra grossi werden in 1973 gepubliceerd. De geslachtsnaam verwijst naar de vindplaats, terwijl de soortaanduiding is afgeleid van Walter Robert Gross, een vooraanstaand wetenschapper op het gebied van vissen uit het Devoon.

## Fossiele vondsten
Canowindra is alleen bekend uit de Mandagery-formatie bij Canowindra in de Australische deelstaat New South Wales. Er is slechts één fossiel van deze vis gevonden. Tijdens het Laat-Frasnien was de regio van Canowindra een draslandgebied.

## Kenmerken
Canowindra was een ongeveer vijftig centimeter lange carnivoor.
Rijk: Animalia · Phylum/Afdeling: Chordata · Klasse: Sarcopterygii · Subklasse: Tetrapodomorpha · Superorde: Osteolepidida